# Föhnlage. Ein Alpenkrimi
Föhnlage. Ein Alpenkrimi ist eine vom Bayerischen Rundfunk produzierte Filmkomödie aus dem Jahre 2011. Regie führte Rainer Kaufmann. Die Verfilmung basiert auf dem gleichnamigen Buch von Jörg Maurer.

## Handlung
Kriminalhauptkommissar Hubertus Jennerwein ist auf dem Weg zu seiner neuen Dienststelle in Garmisch-Partenkirchen, die er für ein halbes Jahr kommissarisch leiten soll, denn er wurde von München in seinen Heimatort strafversetzt. Als erste Amtshandlung startet er eine Halterabfrage, da ihn ein PKW auf der Fahrt von der Straße gedrängt hatte. Die neuen Kollegen bemühen sich massiv um Jennerweins Gunst, doch er gibt sich sehr kühl. Die Föhnlage tut das ihre und seine Migräne nimmt ihm den Rest seiner Laune.
Schon am Abend wird er zu seinem ersten Fall gerufen. Während eines Konzertes ist der Obertürschließer Eugen Liebscher von der Decke mitten in die Konzertbesucher gestürzt und hat dabei Ingo Stoffregen mit in den Tod gerissen. Zunächst sieht alles nach einem Unfall aus, denn Liebscher war offensichtlich alkoholisiert. Auch trägt die Stadt eine Mitschuld, denn der Deckenbereich war nicht ordnungsgemäß gesichert und hätte eigentlich gesperrt werden müssen. Mysteriös erscheint jedoch, dass das zweite Opfer verspätet zum Konzert erschien und kaum hatte er seinen Platz eingenommen, stürzte Liebscher herab. Das bringt Jennerwein zu der Vermutung, dass bei dem „Unfall“ jemand nachgeholfen hat. Kriminalkommissarin Nicole Schwattke findet inzwischen heraus, dass jemand auf dem Boden etwas verstecken wollte und es gelingt ihr beinahe einen Verdächtigen festzunehmen, doch kann dieser unerkannt entkommen.
Kommissar Jennerwein kollidiert bei seinen Ermittlungen mit dem Bauunternehmer Xaver Haraßer. Fingerabdrücke seines Sohnes Markus finden sich seltsamerweise auf dem Dachboden des Konzertgebäudes. Als sich herausstellt, dass Markus Haraßer der Fahrer war, der Jennerwein von der Straße gedrängt hatte, erschwert das seinen Stand beim Kommissar und er wird in Untersuchungshaft behalten. Jennerwein vermutet, dass es Markus Haraßer war, der an dem Konzertabend auf dem Speicher etwas verstecken wollte und Eugen Liebscher ihn dabei gestört hatte, woraufhin er den Mann gestoßen haben könnte.
Inzwischen gerät der Alltag des ortsansässigen Bestatterehepaares Ursel und Ignaz Grasegger aus den Fugen. Sie frönen seit einiger Zeit einem makaberen Nebenerwerb, indem sie sich regelmäßig Leichen anliefern lassen, die sie für die italienische Mafia illegal entsorgen und sie deshalb mit in den Särgen unschuldiger Dorfbewohner verschwinden lassen. Dabei hilft ihnen der Österreicher Karl Swoboda, der auch bei den Graseggers wohnt. Als Swoboda mit einem der Mafialeute Ärger bekommt und dieser ihn kurzerhand erschießen will, überfährt Ignaz Grasegger den Mann, um damit Swoboda das Leben zu retten. Diese Aktion wird jedoch von einem Jäger beobachtet, der die Polizei auf die Spur von Grasegger bringt. Als Jennerwein den Bestatter aufsuchen will, ist dieser verschwunden. Die Durchsuchung seiner Arbeitsräume bringt die Särge mit den doppelten Böden ans Licht. Für Jennerwein ist klar, dass Grasegger das nicht allein organisiert haben kann. Somit führt ihn sein Weg zu Xaver Haraßer, da er neben seinem normalen Baubetrieb auch Referent für die Friedhofsbelegung ist. Damit schließt sich für Jennerwein der Kreis. Markus Haraßer wollte das Geld von der Mafia auf dem Speicher des Konzertsaals verstecken und dabei ist das Unglück passiert, so wie Jennerwein und seine Kollegin Schwattke es vermutet hatten.
Den flüchtigen Graseggers gelingt es zusammen mit Swoboda das Mafiageld an sich zu bringen und außer Landes zu gehen.

## Hintergrund
Die Neue Bioskop Television GmbH (München) produzierte den Film im Auftrag des Bayerischen Rundfunks, Redakteurin war Dr. Stephanie Heckner. Die Dreharbeiten erfolgten in Garmisch-Partenkirchen und in München.
Die von Friedrich Schloffer gesprochene Audiodeskription des Films wurde 2012 für den deutschen Hörfilmpreis nominiert.

## Rezeption

### Einschaltquote
Die Erstausstrahlung des Films am 1. Oktober 2011 wurde in Deutschland von insgesamt 1,72 Millionen Zuschauern gesehen und erreichte einen Marktanteil von 6,1 Prozent für den Bayerischen Rundfunk.

### Kritik
Rainer Tittelbach von tittelbach.tv meint zu diesem Krimi: „‚Föhnlage‘ erzählt aus einem Reizklima heraus – entsprechend angespannt ist die Stimmung. Der ‚Alpenkrimi‘ von Rainer Kaufmann lebt von der Atmosphäre, vom Eigensinn der Charaktere, von der Absurdität der kriminellen Energie. Ein bisschen herrscht Italo-Western-Stimmung im bayerischen Alpenvorland. Und ein Ösi gibt den de Niro. Ein Bayern-Schmankerl, aber kein Film aus einem Guss wie seine beiden Heimatkrimi-Vorgänger.“